# Уфимская канатная дорога
Уфимская канатная дорога — единственная подвесная пассажирская канатная дорога в городе Уфе в районе Уфимского трамплина, построенная для него первоначально. Соединяет между собой микрорайон Лесопарковый и остановку общественного транспорта «Трамплин» с причалом паромной переправы «Трамплин-Город» на реке Уфе. Ошибочно именуется фуникулёром.
Период работы — сезонный — с конца апреля до середины октября. Пропускная способность — до 350 человек в час.
Основной пассажиропоток — садоводы и дачники, которые переправляются на паромной переправе в сады в Дудкино. Используется также для прогулок.

## История
Первая канатная дорога построена в 1994 году в районе Уфимского трамплина как часть спортивного комплекса для прыжков на лыжах с трамплина и лыжного двоеборья при Спортивном обществе профсоюзов. Пропускная способность — до 300 человек в час. Снесена в 2004 году.
В 2005—2007 годах полностью реконструирована самарской компанией «Скадо» на новом месте, на 50 м южнее от первой.
С момента строительства находилась в доверительном управлении спортивно-оздоровительного комплекса «Трамплин», срок которого по договору заканчивался в 2015 году. Обслуживалась с конца 2013 года Службой речных переправ города Уфы. С января 2016 года передана Муниципальному управлению электротранспорта города Уфы (МУЭТ г. Уфы) (ныне — Управление инфраструктурой транспорта городского округа города Уфы).
В 2015 году стоимость проезда на спуск (подъём) составляла: для всех пассажиров (включая детей старше 10 лет) — 15 ₽; для льготной категории граждан — 7 ₽; по Социальной карте Башкортостана — бесплатно.
С 2016 года стоимость проезда составляет 45 ₽ за наличный расчёт; 35 ₽ по электронным транспортным картам; багаж свыше 10 кг — 50 ₽, багаж до 10 кг — бесплатно; дети до 5 лет — бесплатно.
С 2019 года стоимость проезда не изменилась, кроме льготных категорий граждан — 20 ₽ по электронным пластиковым картам МУЭТ г. Уфы, а также при оплате банковской картой с функцией PayPass — 35 ₽.